# قطعنامه ۱۲۲۰ شورای امنیت
قطعنامه ۱۲۲۰ شورای امنیت سازمان ملل متحد که در تاریخ ۱۲ ژانویه ۱۹۹۹ تصویب شد، سندی بین‌المللی دربارهٔ بررسی وضعیت در سیرالئون است. این قطعنامه طی نشست ۳۹۶۴ام با ۱۵ رای موافق، ۰ مخالف و ۰ ممتنع تصویب شد.